# Lucien Parizeau
Pour les articles homonymes, voir Parizeau.
Lucien Parizeau (1910-1993) était un journaliste et un éditeur canadien. Il était l'un des principaux promoteurs des valeurs progressistes au Québec pendant la Seconde Guerre mondiale.

## Auteurs publiés
- Louis Aragon
- Charles Baudelaire
- Pierre Baillargeon
- Réal Benoît
- Paul Éluard
- Louis Gagnon
- Alain Grandbois
- Madeleine Grandbois
- Jean Benoît-Lévy
- Jacqueline Mabit
- Jean-Marie Nadeau
- J.M.A. Paroutaud
- Roger Picard
- Jean-Paul Sartre
- Pierre Seghers